# Batalla de Miahuatlán
La batalla de Miahuatlán tuvo lugar el 3 de octubre de 1866 en las inmediaciones de la población del actual municipio de Miahuatlán de Porfirio Díaz en el estado de Oaxaca, México, entre elementos del ejército mexicano de la república, al mando del general Porfirio Díaz y tropas francesas al servicio del Segundo Imperio Mexicano.
El 3 de octubre de 1866, en Miahuatlán (Oaxaca), hubo un importante y determinante enfrentamiento entre el recién reorganizado ejército de Oriente (al mando del general Díaz), con refuerzos de pobladores (Los Cuerudos) oriundos del lugar (comandados por el capitán Apolinar García) y el ejército francés.
Los republicanos cuentan apenas con 1000 hombres los cuales solo 200 eran militares y 800 Cuerudos mal armados y mal entrenados, mientras las fuerzas de los invasores suman más de 2000 efectivos, que por el contrario, se encuentran bien entrenados y muy bien armados.
La topografía del lugar de la batalla, en las proximidades del pueblo de Miahuatlán de Porfirio Díaz, y el conocimiento del terreno le dieron a Porfirio Díaz el triunfo, que después él mismo consideraría en sus memorias como la acción más estratégica y brillante que libró durante la Segunda Intervención Francesa en México, victoria, que sumada a la obtenida en la Batalla de la Carbonera, le darían a Díaz fama nacional.

## Antecedentes
El martes 2 de octubre de 1866 llegó a Miahuatlán el general Porfirio Díaz al frente del Ejército de Oriente. Fue recibido con entusiasmo y muestras de afecto por las autoridades municipales y el pueblo. A diferencia de lo ocurrido en La Mixteca, Díaz reunió a los principales comerciantes en la sala capitular y les solicitó un préstamo para atender las necesidades más urgentes de la tropa. Se juntó la cantidad de cinco mil pesos. El general Porfirio Díaz y su estado mayor fueron hospedados en la casa de don Juan María Mijangos, rico comerciante y distinguido ciudadano miahuateco. En este sitio, Porfirio Díaz estableció su cuartel general. 
El miércoles 3 de octubre de 1866, desde muy temprano, salió del pueblo de Ejutla el ejército del general Carlos Oronoz. Cerca de las tres de la tarde estaba descendiendo del Cerro del Zopilote y tenía a la vista al pueblo de Miahuatlán. Los espías de Oronoz le habían informado que las fuerzas republicanas eran notablemente inferiores; con esta confianza el jefe imperialista avanzó hacía el Ejército de Oriente.
En tanto, en Miahuatlán estaban a la expectativa de los acontecimientos. En la sala capitular se había reunido el H. Cabildo Municipal y su presidente don Francisco Bohórquez, así como don Basilio J. Rojas Bustamante, Pedro Ojeda de tan solo 18 de edad, don Vicente Ruiz, don Juan María Mijangos, don Bonifacio Pérez, don José Alderete, don Ramón Ruiz y don Román Zavaleta, además de las autoridades de Santa Catarina Cuixtla, San Simón Almolongas, San Ildefonso Amatlán, Santo Tomás Tamazulapam, San Luis Amatlán y Santa Cruz Xitla, que se encontraban ahí para recibir indicaciones del general Díaz.
Al correr la noticia de la inminente presencia del peligro en las cercanía del pueblo de Miahuatlán, el general Porfirio Díaz y su estado mayor, se dirigieron hacia el templo del Señor San Andrés, entraron por la puerta mayor y se postraron ante la majestuosa imagen del nuestra Señora del Santísimo Rosario, patrona de los pueblos miahuatecos y legado sagrado de los dominicos. Desde este momento la campana mayor del templo de San Andrés tocó en señal de alarma, anunciando a los vecinos del pueblo el peligro de la guerra. Las mujeres y los niños corrieron a refugiarse al recinto sagrado. Mientras tanto, los varones se apresuraron a presentarse en la sala capitular, ante las autoridades, para organizar la defensa en la entrada del pueblo. No querían que Miahuatlán fuera destruido por los invasores, como ya había sucedido en varias partes del Istmo.
Porfirio Díaz recibió la noticia del avance francés. En esos momentos, el enemigo se acercaba por las tierras de la Hacienda de Monjas con dirección a las Lomas del Panteón. El general Díaz, dispuso que la infantería se colocara por el camino que va a Santa Catarina Cuixtla. Él, su estado mayor y su escolta, de treinta jinetes, se posicionaron de la Loma de los Zavaleta, al poniente de Miahuatlán. En esos momentos salió de Miahuatlán la caballería republicana con 300 jinetes, entonces decidió Oronoz atacar la posición de Díaz, en la Loma de los Zavaleta. Ante esta situación el general Porfirio Díaz ordenó a don Vicente Ramos que regresara a Miahuatlán, la caballería imperial le dio cance cuando casi llegaba a las primeras casas de Miahuatlán, repentinamente reciben a quemarropa el fuego de las armas de las fuerzas miahuatecas, comandado por Apolinar García. A la fuerza miahuateca le tocó resistir la carga de la caballería imperial, su arrojo costó la vida de muchos miahuatecos (cuerudos) y entre ellos la del capitán Apolinar Garcia. Sin embargo, causaron muchas bajas en el enemigo y la muerte de Henri Testard comandante del 13º batallón en línea. Este suceso ocasionó que las fuerzas imperialistas dieran vuelta y se retiraran. Aprovechando el relieve accidentado del terreno, se colocarán en línea de tiradores en la parte opuesta, sobre la Loma del Yoolveo. Los dos frentes enemigos estaban separados por el río de Miahuatlán. 
La tarde de aquel 3 de octubre, el General Porfirio Díaz, ordenó el toque de avance desde la Loma de los Zavaleta, poniéndose al frente los batallones Fieles de Oaxaca y Lanceros de Puebla. Al mismo tiempo el General Manuel González y el Coronel Feliciano García.
Oronoz ordenó la embestida sobre el río donde se enfrentaron furiosamente contra los republicanos, fuerzas de Porfirio Díaz, los franceses no pudieron resistir el avance de los mexicanos y retrocedieron desorganizados provocando confusión en su infantería y derribando a los obuses. En esos instantes la batalla se decidía a favor de las fuerzas republicanas, el General Oronoz dio media vuelta y acompañado del resto de su caballería a todo galope abandonó el campo de batalla, el enemigo logró escapar. Sus fuerzas perdieron 70 muertos y 400 prisioneros, frente a las pérdidas republicanas de 59 muertos y 14 heridos.
Siendo presidente de la República el general Porfirio Díaz, escribió, “...teniendo en cuenta la desigualdad de los elementos, pues apenas contaba con cosa de 700 hombres mal armados, desnudos, sin disciplina y con parque que no alcanzaba para mantener el fuego ni por quince minutos y sin artillería, mientras que el enemigo tenía 1400 hombres bien organizados, disciplinados, vestidos, armados y elementos de todo género; consideró la victoria de Miahuatlán como la batalla más estratégica de las que sostuvo durante la guerra de intervención y la más fructuosa en resultado. Ya que le abrió el camino a las ciudades de Oaxaca, Puebla y México...”